# COVID-19-Pandemie in der Republik Zypern
Die COVID-19-Pandemie in der Republik Zypern tritt als regionales Teilgeschehen der weltweiten COVID-19-Pandemie. Diese hat sich seit Dezember 2019 von China ausgehend ausgebreitet.
Die veröffentlichten Daten der zyprischen Regierung umfassen nicht die COVID-19-Fälle in Nordzypern, da die Region unter türkischer militärischer Besatzung steht.
Das Auswärtige Amt stuft Zypern seit dem 25. Dezember 2021 als Hochrisikogebiet ein und warnt vor nicht notwendigen, touristischen Reisen.
Zypern registrierte am 29. Dezember 2021 den dritten Tag in Folge einen Höchststand bei den COVID-Neuinfektionen: 3002 Menschen infizierten sich in dem Land mit rund einer Million Einwohnern. Die hochansteckende Omikron-Variante gilt als wahrscheinlicher Grund dafür.

## Verlauf
Am 9. März 2020 bestätigte die Republik Zypern seine ersten beiden COVID-19-Fälle. Am 21. März 2020 wurde der erste COVID-19-bedingte Todesfall gemeldet.

## Statistik
Die registrierten Fallzahlen entwickelten sich während der COVID-19-Pandemie in der Republik Zypern wie folgt:

Anzahl der bestätigten Infektionen (blau) und Todesfälle (rot) nach Angaben des ECDC. Logarithmische Darstellung der y-Achse.

### Infektionen

Bestätigte Infizierte in der Republik Zypern nach Daten der WHO. Oben kumuliert, unten Tageswerte

### Todesfälle

Bestätigte Todesfälle in der Republik Zypern nach Daten der WHO. Oben kumuliert, unten Tageswerte